# يان موسلي
يان موسلي (بالإنجليزية: Ian Mosley)‏ هو موسيقي وطبال بريطاني، ولد في 16 يونيو 1953 في بادنغتون في المملكة المتحدة.

## وصلات خارجية
- الموقع الرسمي
- يان موسلي على موقع IMDb (الإنجليزية)
- يان موسلي على موقع ميوزك برينز (الإنجليزية)
- يان موسلي على موقع أول ميوزيك (الإنجليزية)
- يان موسلي على موقع ديسكوغز (الإنجليزية)
- يان موسلي على موقع قاعدة بيانات الفيلم (الإنجليزية)